# Cmentarz wojenny w Studzienicznej
Cmentarz wojenny w Studzienicznej – cmentarz z I wojny światowej, położony w okolicach Studzienicznej (administracyjna część Augustowa).
Cmentarz znajduje się w lesie przy drodze łączącej Studzieniczną i Sajenek. Tablica na cmentarzu informuje, że pochowanych jest 41 żołnierzy niemieckich i 42 rosyjskich (według wpisu w Ogólnopolskiej Komputerowej Bazie Cmentarzy Wojennych - 58 żołnierzy rosyjskich). Cmentarz ogrodzony jest drewnianym płotem. Ziemne mogiły porośnięte są mchem. Na cmentarzu znajdują się dwa drewniane krzyże.